# Đảo Chatham
Đảo Chatham là hòn đảo lớn nhất trong quần đảo Chatham, ở phía nam Thái Bình Dương ngoài khơi bờ biển phía đông của New Zealand.  Nó được cho là nằm ở "giữa các cực và xích đạo, ngay trên đường đổi ngày quốc tế".  Hòn đảo này được gọi là Rekohu ("misty skies") trong tiếng Moriori và Wharekauri  trong tiếng Maori.

Đảo được đặt tên sau khi tàu khảo sát HMS Chatham, tàu đầu tiên của Châu Âu xác định vị trí của đảo vào năm 1791. Nó có diện tích 920 kilômét vuông (355 dặm vuông Anh). Đảo Chatham cách 650 km (404 mi) về phía đông nam mũi Turnagain, điểm gần nhất từ lục địa New Zealand đến đảo.